# اونتریکنباخ
اونتریکنباخ (به آلمانی: Unterjeckenbach) یک شهر در آلمان است که در Lauterecken-Wolfstein واقع شده‌است. اونتریکنباخ ۹۶ نفر جمعیت دارد.